# Lumpenopsis pavlenkoi
Lumpenopsis pavlenkoi és una espècie de peix de la família dels estiquèids i de l'ordre dels perciformes.

## Descripció
- Fa 10 cm de llargària màxima.[8][9]

## Hàbitat i distribució geogràfica
És un peix marí, demersal (entre 15 i 40 m de fondària) i de clima temperat, el qual viu al Pacífic nord-occidental: el sud de les illes Kurils, les costes del mar d'Okhotsk a Hokkaido i el mar del Japó des de la badia de Pere el Gran fins a l'estret de Tatària.

## Observacions
És inofensiu per als humans.